# Irenia curvula
Irenia curvula är en fjärilsart som beskrevs av Clarke 1978. Irenia curvula ingår i släktet Irenia och familjen praktmalar, Oecophoridae. Inga underarter finns listade i Catalogue of Life.